# Micrutalis melanogramma
Micrutalis melanogramma är en insektsart som beskrevs av Perty. Micrutalis melanogramma ingår i släktet Micrutalis och familjen hornstritar. Inga underarter finns listade i Catalogue of Life.